# Calyptocephala lutea
Calyptocephala lutea là một loài bọ cánh cứng trong họ Chrysomelidae. Loài này được Boheman miêu tả khoa học năm 1850.